# Metaverruca recta
Metaverruca recta är en kräftdjursart som först beskrevs av Carl Aurivillius 1898.
Metaverruca recta ingår i släktet Metaverruca och familjen Verrucidae. Inga underarter finns listade i Catalogue of Life.